# NGC 1662
NGC 1662 (بالألمانية: NGC 1662) الذي يرمز له بالرمز NGC 1662، هو عنقود نجمي، في كوكبة الجبار.

## الاكتشاف
اكتشف في 18 يناير 1784، بواسطة ويليام هيرشل.